# Стефан (Расторгуев)
Стефа́н (в миру Серге́й Я́ковлевич Расторгу́ев; 13 (25) октября 1861, Екатеринбург, Пермская губерния — 2 сентября 1937, Оренбург) — епископ Русской древлеправославной церкви, в 1935—1937 годы — её предстоятель с титулом архиепископ Московский и всея Руси.

## Деятельность в единоверии
Родился в семье золотопромышленника, купца первой гильдии, принадлежавшего к единоверию — направлению в Православной Российской Церкви.
По окончании 5 классов Екатеринбургского Алексеевского реального училища и вплоть до революции работал служащим мануфактурного дела. В те годы он также как и его близкие был прихожанином Свято-Троицкой (Рязановской) единоверческой церкви, был единоверческим общественным деятелем.
В январе 1912 года участвовал в Первом Всероссийском съезде единоверцев. В том же году познакомился с симпатизировавшим единоверцам епископом Андреем (Ухтомским), находился с ним в переписке.
В начале 1920-х годов Сергий Яковлевич оказался в Уфе, где стал одним из горячих сторонников Уфимского церковного управления, основу которого заложил архиепископ Андрей (Ухтомский).
27 октября с/с 1923 года в Воскресенском единоверческом монастыре Златоустовского уезда пострижен в иноческий чин с благословения епископа Давлекановского Иоанна (Пояркова) от 19 июня 1923 года, в храме Покрова Пресвятыя Богородицы священноиноком-схимником Стефаном.
В 1923 году он был арестован Уфимским ГПУ в застенках которого провёл 21 день, после чего был отпущен на свободу.
11 октября 1925 года возведён в сан игумена Воскресенского единоверческого монастыря Златоустовского округа епископом Саткинским Руфином (Бреховым), а 16 октября 1925 года им же рукоположён в сан священноинока.
Был сторонником церковного курса владыки Андрея (Ухтомского), негативно относился к «Декларации» Заместителя Патриаршего местоблюстителя митрополита Сергия (Страгородского), изданной в 1927 и предусматривавшей полную лояльность советской власти.
В 1927 году арестован Красноуфимским ГПУ но был вскоре освобождён.
4/13 июля 1928 года по благословению архиепископа Уфимского Андрея (Ухтомского) в храме Рождества Пресвятыя Богородицы в городе Сатка Уральской области хиротонисан в единоверческого епископа Иргинския области. Хиротонию совершили: временно управляющий Уфимской епархией епископ Бирский Вениамин (Троицкий) и епископ Саткинский Руфин (Брехов).
В 1929 году у него установились близкие отношения с настоятелем древлеправославного храма в городе Бугуруслане протоиереем Андреем Лебедевым, который по поручению Главного Церковного Совета занимался вопросом приискания в Древлеправославную Церковь епископа. В результате этого общения Епископ Стефан принял решение присоединиться к Древлеправославию. Последнюю литургию до перехода в Древлеправославие владыка Стефан отслужил 19 августа с/с 1929 года в храме святителя Николы села Шурдан Красноуфимского района Уральской области.

## Старообрядческий архиерей
16 сентября 1929 года епископ Стефан присоединился вторым чином (через миропомазание) к Древлеправославной церкви, объединившей старообрядцев, ранее называвшихся «беглопоповцами». Ранее к этой церкви присоединился обновленческий архиепископ Николай (Позднев). Наличие в церкви двух архиереев создало каноническую возможность для рукоположения новых епископов. 18 сентября 1929 года архиепископ Никола и епископ Стефан совершили епископскую хиротонию Пансофия (Ивлиева).
С 1929 года епископ Стефан являлся епископом Уральским и Бугурусланским Древлеправославной церкви. Продолжал жить в Бугуруслане, тайно проводил церковные соборы, рукополагал духовенство (в частности, при его непосредственном участии были проведены хиротонии шести древлеправославных архиереев). Вёл обширную переписку. Приход епископа Стефана в Древлеправославную церковь был особенно важен для неё, так как он являлся не только человеком строго благочестивой жизни, но и последовательным противником обновленчества. Ранее в старообрядческой среде Древлеправославную церковь обвиняли в связях с обновленцами, имея в виду пребывание в 1922—1923 годах в обновленчестве архиепископа Николы.
29 ноября 1932 года епископ Стефан был арестован и полгода находился в заключении. После кончины архиепископа Николы (1 сентября 1934) епископ Стефан возглавил Древлеправославную церковь в качестве местоблюстителя, а с 1935 года являлся архиепископом Московским и всея Руси, первоиерархом Древлеправославной Церкви. Возглавлял церковь в трудное для неё время гонений со стороны советской власти. В одном из писем давал такую оценку ситуации в церкви:

С южных приходов пишут, что епископам и священникам не позволяют ездить по епархии и служить, требы исполнять. Епископ может приехать куда-нибудь на 24 часа, но не служить. Священники бывшие в ссылке по 58 ст. от службы устраняются, должны быть заменёнными неподсудными.
27 июля 1937 года был арестован органами НКВД и заключён в тюрьму в Оренбурге. На допросах держался мужественно, осуждал политику советской власти:

Народ голодает, ходит раздет и разут, везде притеснён и боится сказать слово в свою защиту… После принятия Сталиным Конституции, я везде и всюду называл её обманом, потому что соввласть и Сталин только на бумаге дают свободу народу, а на деле этого нет… и по выходе Конституции церкви закрывают.

31 августа 1937 года был приговорён к расстрелу тройкой УНКВД Оренбургской области. 2 сентября 1937 года расстрелян. Похоронен вместе с другими жертвами репрессий в Зауральной роще Оренбурга.

## Канонизация
В мае 2007 года на Освящённом соборе Русской древлеправославной церкви архиепископ Стефан был причислен к лику святых.